# Kōryū-ji
Pour les articles homonymes, voir Kōryū-ji (homonymie).

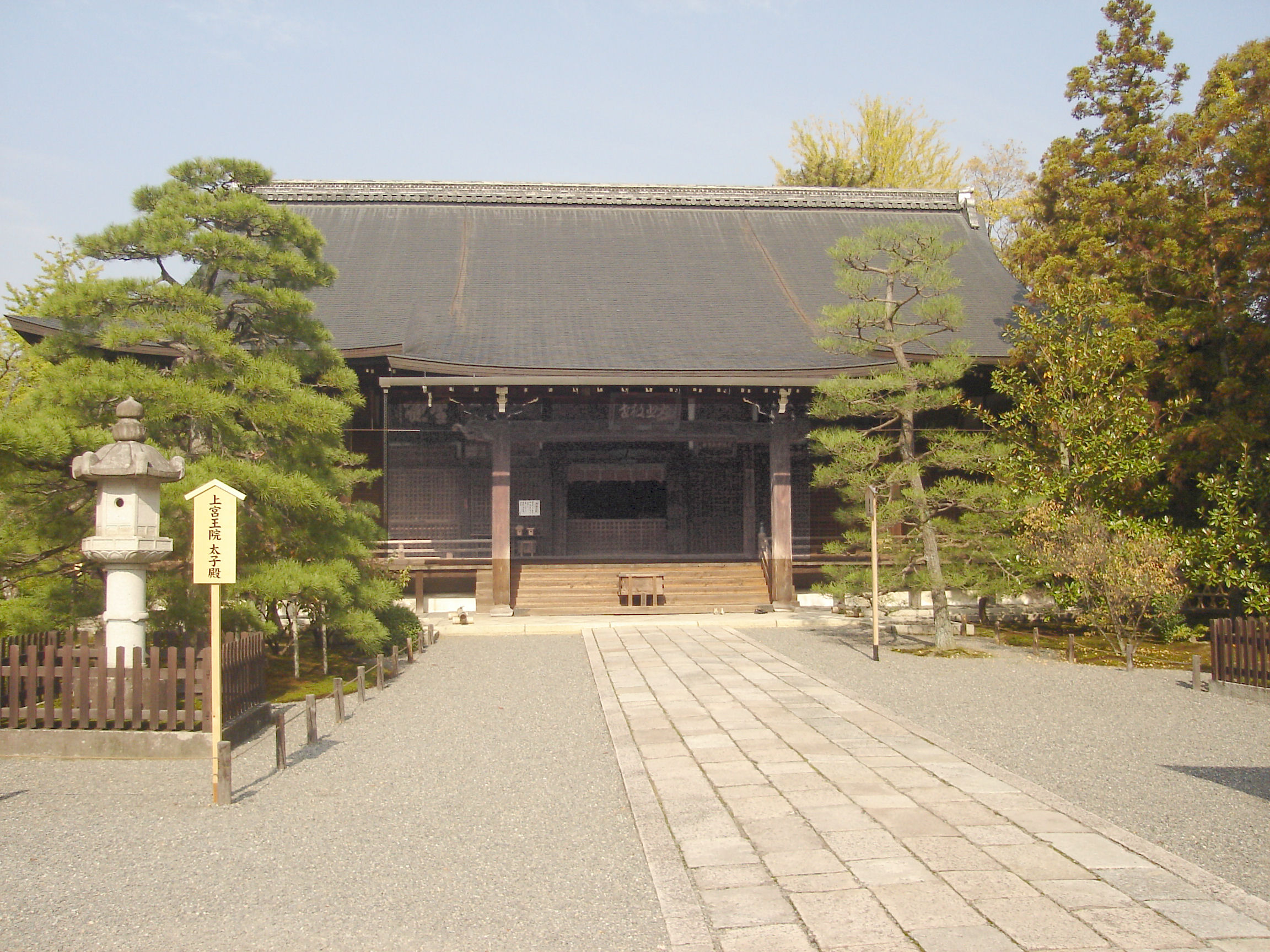

Le Kōryū-ji (広隆寺) est un temple shingon situé à Uzumasa, arrondissement d'Ukyō de la ville de Kyoto au Japon, aussi connu sous les noms Uzumasa-dera (太秦寺) et Kadono-dera (葛野寺), anciennement appelé Hatanokimi-dera (秦公寺), Hachioka-dera (蜂岡寺) et Hōkō-ji (蜂岡寺).
Kōryū-ji a été construit en 603 par Hata no Kawakatsu après avoir reçu une statue bouddhiste de la part du prince Shōtoku, ce qui en ferait le plus ancien temple de Kyoto. Des incendies en 818 et 1150 ont entièrement détruit le complexe du temple qui a été reconstruit plusieurs fois depuis.
Il est possible qu'il ait été initialement un lieu de culte chrétien nestorien,.

## Statue en bois de Bodhisattva

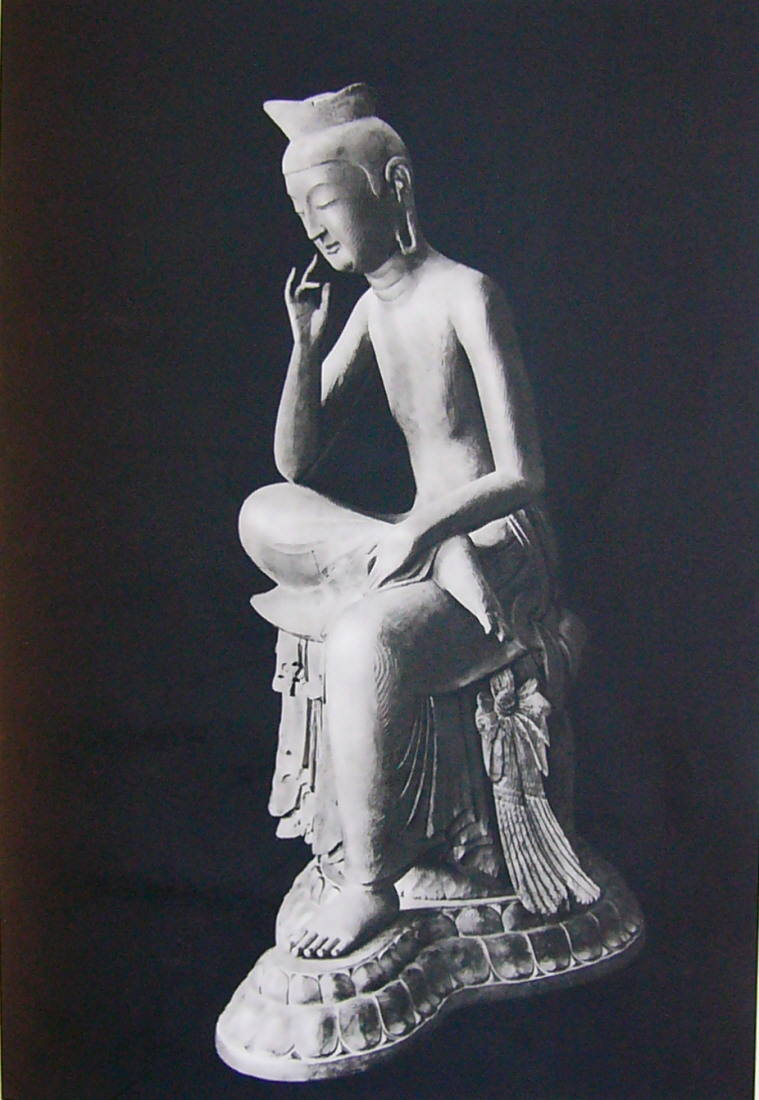
Bodhisattva Maitreya. Bois, H. 123.5 cm, vers le. Kōryū-ji

Le temple contient un certain nombre d'importants éléments du patrimoine culturel japonais. Un des trésors nationaux du Japon (enregistré le 9 juin 1951), une statue en bois du Bodhisattva Maitreya pensif (Miroku Bosatsu), assis dans la position du demi-lotus, appelée hōkan miroku (宝冠弥勒), fait partie des rares objets conservés et exposés au Kōryū-ji.
Il est dit que le philosophe Karl Jaspers affirme qu'elle est « une authentique représentation de la plus haute expression de la nature humaine ».
Le temple est aussi connu pour son festival du taureau (牛祭, ushi matsuri) qui se tient traditionnellement en juin mais qui est actuellement suspendu.